# Ivo Andrić
Ivo Andrić (Bosnisk: ; født 9. oktober 1892, død 13. marts 1975) var en jugoslavisk og Bosnisk forfatter, født i Bosnien og Hercegovina i byen Travnik i det centrale Bosnien og vinder af Nobelprisen i litteratur i 1961. Hans bøger Broen over Drina og Forvist til Bosnien handlede om livet i den bosniske provins under det Osmanniske Rige.